# John Brim
John Brim (* 10. April 1922 bei Hopkinsville, Christian County, Kentucky; † 1. Oktober 2003 in Gary, Indiana) war ein US-amerikanischer Blues-Musiker. Zu seinen bekanntesten Songs zählen Ice Cream Man, Rattlesnake und Tough Times.
Unter dem Einfluss früher Blues-Aufnahmen von Tampa Red und Big Bill Broonzy brachte sich Brim das Spielen auf der Mundharmonika selbst bei. Mit dem Gitarristen Homer Wilson spielte er auf den Straßen seiner Heimatgegend. 1941 gingen Brim und Wilson nach Indianapolis, um Arbeit zu suchen. Hier lernte Brim, Gitarre zu spielen. Zu seinen Lehrmeistern gehörte neben anderen Scrapper Blackwell.
1945 zog Brim nach Chicago, wo er mit Sonny Boy Williamson und Dr. Clayton auftrat. In den nächsten fünf Jahren spielte Brim mit den Größen des Chicago Blues, darunter Muddy Waters, Little Walter, Memphis Minnie, Big Bill Broonzy, Tampa Red, Big Maceo Merriweather und viele andere. 1947 heiratete Brim die Blues-Sängerin Grace. Auf Brims Drängen lernte sie Schlagzeug spielen, so dass sie ihn begleiten konnte. Jimmy Reed hatte mit den beiden einen seiner ersten Auftritte.
Mit Big Maceo Merriweather machten die Brims 1950 ihre ersten Aufnahmen in Detroit, denen etliche weitere folgten, u. a. für das Label J.O.B., mit Sunnyland Slim, Roosevelt Sykes, Little Walter, Jimmy Reed und anderen. Brim spielte auch Gitarre bei der ersten Aufnahme von Albert King.
Unstimmigkeiten mit seinem Plattenlabel Chess Records ließen Brims Aufnahmen von 1955 bis 1956 über 15 Jahre in den Archiven verstauben, bevor sie schließlich veröffentlicht wurden. Brim trat weiterhin auf, machte aber erst 1971 wieder Aufnahmen, zusammen mit seiner Frau und ihrem gemeinsamen Sohn John Junior. Danach vergingen wieder 18 Jahre, ehe 1989 die nächsten Aufnahmen erfolgten, diesmal u. a. mit Pinetop Perkins. 1994 erschien die CD Ice Cream Man, an der auch Jerry Portnoy und Bob Margolin mitgewirkt hatten.
1999 starb Brims Frau Grace. 2000 war er wieder im Studio, um mit seiner Begleitband „The Tough Time Boys“ das Album Jake's Blues aufzunehmen.
| Personendaten    | Personendaten                   |
| ---------------- | ------------------------------- |
| NAME             | Brim, John                      |
| KURZBESCHREIBUNG | US-amerikanischer Blues-Musiker |
| GEBURTSDATUM     | 10. April 1922                  |
| GEBURTSORT       | bei Hopkinsville, Kentucky      |
| STERBEDATUM      | 1. Oktober 2003                 |
| STERBEORT        | Gary, Indiana                   |